# Consequência boa e necessária
A frase consequência boa e necessária foi usada mais comumente há vários séculos para expressar a ideia que hoje colocaríamos sob o título geral de lógica; Ou seja, raciocinar validamente por dedução lógica ou melhor, raciocínio dedutivo.
 Ainda mais particularmente, seria entendido em termos de lógica de termos (lógica aristotélica), também conhecida como lógica tradicional, ou como muitos hoje também a considerariam parte da lógica formal, que trata da forma (ou forma lógica) dos argumentos quanto à questão se são válidos ou inválidos. 
Neste contexto, podemos entender melhor a palavra "boa" na frase "conseqüência boa e necessária", mais tecnicamente, como tendo a intenção "forma válida de argumento". 
Uma das articulações mais reconhecidas do uso autoritativo e moralmente vinculante de uma consequência boa e necessária para fazer deduções das Escrituras pode ser facilmente encontrada em provavelmente a mais famosa das Confissões de Fé Protestantes, a Confissão de Fé de Westminster (1646), Capítulo 1, Seg. 6, bem como em outros, incluindo o Catecismo de Heidelberg e a Confissão Belga.
- Carlos Bovell, By Good and Necessary Consequence: A Preliminary Genealogy of Biblicist Foundationalism (WIPF and Stock) 2009